# St. Pol War Cemetery
St. Pol War Cemetery is een begraafplaats gelegen in de Franse plaats Saint-Pol-sur-Ternoise (Pas-de-Calais). De militaire graven worden onderhouden door de Commonwealth War Graves Commission.
De begraafplaats telt 57 graves; 55 Commonwealth WW2 and 2 Foreign WW2.